# Приосанивание

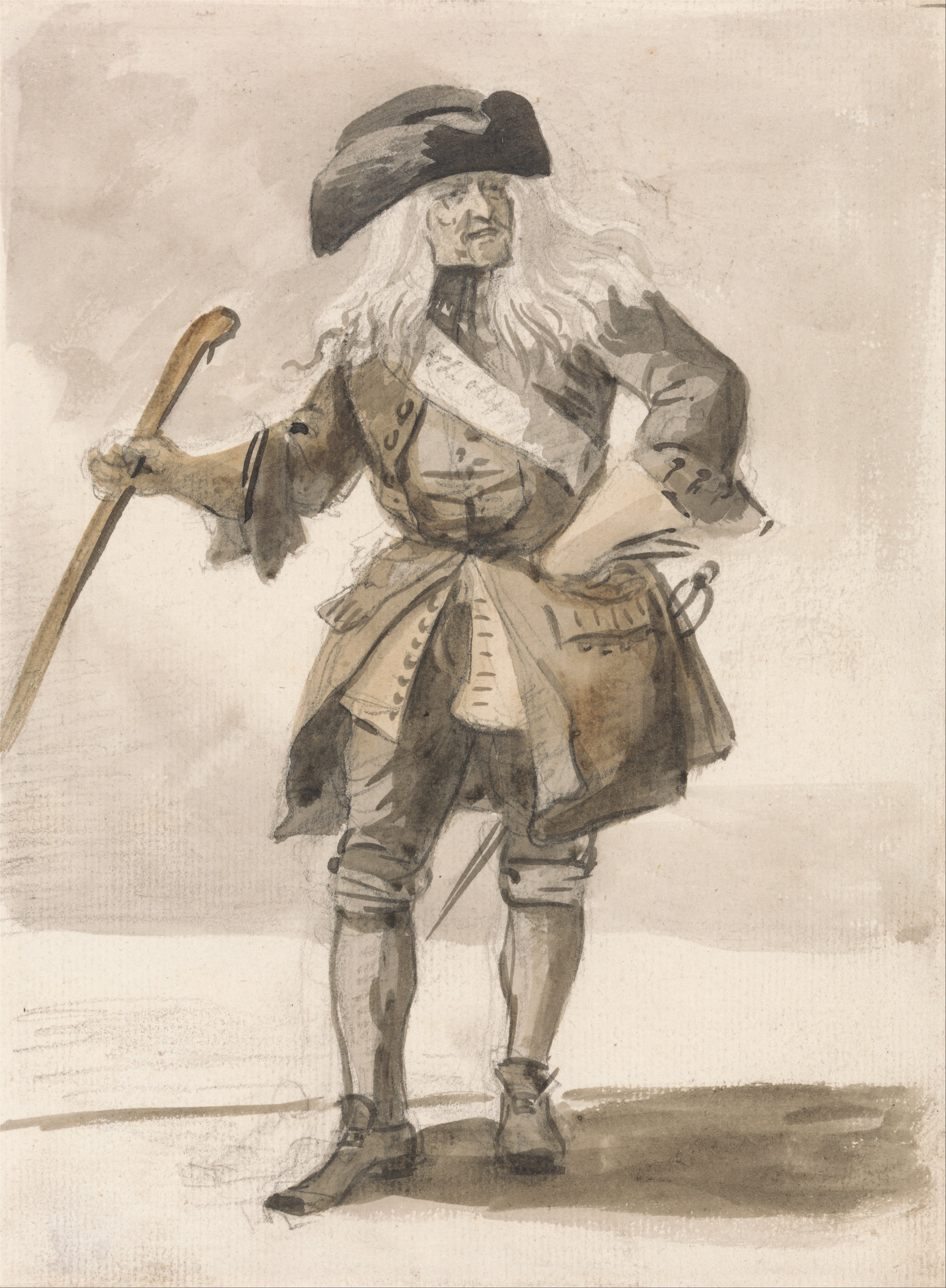
Чванливый человек — один из двенадцати «Лондонских типов» Пола Сэндби, списанных с натуры и опубликованных в 1760 году.

Чванливость, приосанивание — это показной стиль ходьбы и манеры держаться в целом, при желании утвердить своё превосходство. Это также форма сексуальной демонстрации, когда человек умышленно занимает больше места, чем необходимо для простого движения. Точная манера будет варьироваться в зависимости от личности и моды, но, как правило, это скорее свободный, перекатывающийся стиль походки, чем жёсткая стойка. Ноги расставлены, а не следуют друг за другом в линию, и чем развязнее будет походка, тем больше будет расстояние между ними. Исследования показали, что люди могут определять сексуальную ориентацию по таким сигналам, а чванливость воспринимается как указание на гетеросексуальную ориентацию.
В среде лондонских кокни чванство было стилизовано под дорожную прогулку, которая переросла в повальное увлечение т.н. ламбетской походкой. Среди афроамериканцев эта манера называется походкой джайв или походкой сутенёра. Актёр Джон Уэйн был известен своей развязной походкой, которая стала отличительной чертой его экранного образа.
Во время такого передвижения может использоваться трость. В армиях англоязычных стран даже появилась так называемая «палка чванства» — бесполезная в качестве поддержки и используемая для жестикулирования и понукания.
Портреты, на которых мужчины демонстративно позируют в напыщенной манере, известны как «портреты чванства». Галерея Тейт провела их выставку в 1992 году, на которой были представлены работы Уильяма Добсона, Энтони ван Дейка и Питера Лели.